# Straßenbahn Genua
Das Straßenbahnnetz von Genua war von 1878 bis 1966 in Betrieb und stellte in diesem Zeitraum das Rückgrat  des öffentlichen Verkehrs in der ligurischen Hauptstadt dar.

## Geschichte

### Die ersten Pferdebahnen

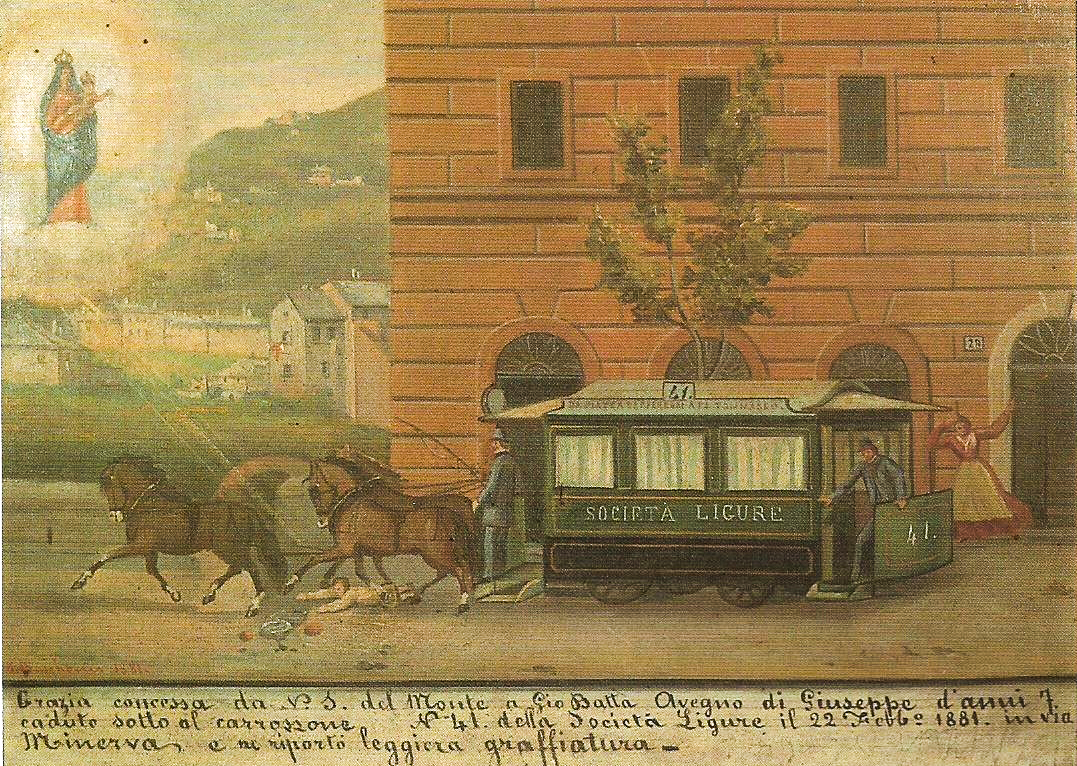
Die Wagen Nr. 41 in der Via Minerva (heute Corso Buenos Aires), gemalt von Marcello Baschenis – Vorläufer der genuesischen Straßenbahnen

In der zweiten Hälfte des 19. Jahrhunderts erforderte die wachsende Mobilität in vielen italienischen Städten die Einführung urbaner öffentlicher Verkehrssyteme. In Genua jedoch machten enge, überwiegend mittelalterlich geprägte Innenstadtstraßen eine systematische Vernetzung zunächst unmöglich – bis schließlich erste Geländeaufschüttungen realisiert wurden.
Erst 1873 erlaubte die Stadtverwaltung den Betrieb von Pferdeomnibussen, das von der belgisch finanzierten Società Ligure dei Trasporti betrieben wurde. Bereits wenige Jahre später galt dieses Modell als veraltet, da in vielen Städten die Pferde-Straßenbahn rasch Verbreitung fand.

#### Errichtung in Normalspur

Streckenplan der Pferdebahnlinien der Compagnia Francese

Am 13. Januar 1877 vergab die Stadt eine Konzession an die Compagnia Generale Francese di Tramways zur Errichtung einer Pferdebahn von der Piazza Principe nach San Pier d’Arena (heute Stadtteil Sampierdarena). Bereits damals wurde auch über einen Tram-Tunnel unter dem San-Benigno‑Hügel nachgedacht.
Wenige Monate später sicherte sich die Compagnia Francese zwei weitere Konzessionen für Überlandstrecken nach Bolzaneto (Val Polcevera) und entlang der Küstenstraße Via Aurelia bis Pegli. Die Linie von Piazza Principe nach San Pier d’Arena wurde am 10. März 1878 eröffnet; die Erweiterungen nach Bolzaneto und Pegli folgten schon bald. Im Anschluss daran erfolgte die Verlängerung bis zur Piazza della Nunziata über die Via Balbi.
1883 übernahm die Compagnia Francese den Omnibusbetrieb der Società Ligure. 1889 wurden zwei weitere Linien eröffnet: Piazza Principe – Piazza Caricamento und Bolzaneto – Pontedecimo; 1892 folgte die Verlängerung bis Voltri.
Gleichzeitig schuf ein neues Stadtentwicklungsprogramm breite Straßen:
- Via Assarotti, ansteigend von der Piazza Corvetto (Spianata Acquasola) bis Piazza Manin, durch neue städtische Wohnviertel
- Via XX Settembre (1892–1899), eine Erweiterung der früheren Strada Giulia, führte vom Palazzo Ducale über Piazza De Ferrari zur Porta Pila und dem Bisagno‑Ufer
- Corso Buenos Aires, zuvor außerhalb der Stadt, wurde mit der Via XX Settembre verbunden, um Albaro anzubinden
- Corso Torino, eine neue Nord-Süd-Achse im Quartier Foce

Diese Umgestaltungen modernisierten das Stadtbild und ermöglichten neue Tramverbindungen in städtischen Bereichen und entlang der Küste.

### Die elektrische Tram

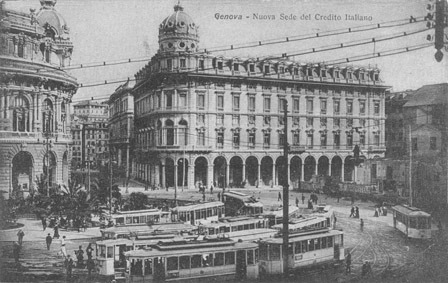
Strassenbahnen auf der Piazza De Ferrari

In den Folgejahren förderte die Stadtverwaltung trotz konservativen Widerstands die Planung neuer Linien im Stadtzentrum sowie in östlichen Vororten. Die Compagnia Francese beantragte neue Konzessionen; parallel bildeten sich neue private Unternehmungen. Die Stadt begrüßte Konkurrenz und war zugleich innovativ gegenüber der Einführung der Elektrobahn.
Bereits 1890 erfolgte eine Aufteilung der Konzessionen: Die Compagnia Francese blieb für den Ponente zuständig, Bucher & Durrer (Schweiz) erhielten die Strecken im hügeligen Bereich und der Val Bisagno, und ein lokales Konsortium übernahm Levante und Foce. Daraus entwickelten sich zwei Gesellschaften: SFEF (1891) und SATO (1894).
Beide Firmen bauten elektrisch betriebene Meterspur‑Linien – trotz Kritik an der geringeren Kapazität im Vergleich zur Normalspur, bedingt durch enge Straßen und Kurven im Stadtzentrum. Die erste elektrische Linie (SFEF) wurde am 14. Mai 1893 eingeweiht: Piazza Corvetto – Piazza Manin via Via Assarotti, circa 800 m mit 7 % Steigung. Der Fahrschein kostete 10 Centesimi, die Anlage erfolgte mit 600 V Gleichstrom und wurde von der AEG in Berlin betreut – später wurde AEG auch bedeutender Anteilseigner.
In den Jahren 1895–1896 erweiterten die Betreiber das Netz: Die Circonvallazione a Monte mit dem Tunnel Galleria Sant’Ugo, die „Interstazione“ zwischen Piazza Principe und Brignole (mit zwei Tunnelpassagen bei Castelletto) und 1897 die Linie bis Prato in der Val Bisagno.
Die SATO eröffnete am 26. Juli 1897 die Linie Piazza Raibetta – Staglieno über die Circonvallazione a Mare, gefolgt 1899 von der Küstenlinie nach Nervi. 1900 erreichten die Tramlinien via Via XX Settembre die Piazza De Ferrari.
Die Netze von SFEF und SATO waren technisch kompatibel und beide von AEG kontrolliert. Im Laufe der Zeit wurden die operativen Strukturen zusammengeführt.

### Die Vereinigung zur UITE

Netzwerke zur Zeit der UITE‑Gründung: Grün = ex‑Compagnia Francese, Rot = SFEF, Blau = SATO

Bereits 1892 hatte die Compagnia Francese versucht, auf elektrischen Betrieb umzustellen, wurde jedoch von der Gemeinde Sampierdarena blockiert. Nach der Einführung der SFEF‑Linie fielen Widerstände – 1895 übergaben sie alle Konzessionen an die neu gegründete Unione Italiana Tramways Elettrici (UITE) mit dem Ziel der Netzvereinigung.
UITE konvertierte sämtliche Linien der Compagnia Francese auf elektrischen Betrieb in Meterspur. Der Umbau erfolgte zwischen 1898 und 1900, lediglich die Verbindung Multedo–Voltri blieb bis 1902 unvollständig.
Ab dem 30. Dezember 1901 war UITE alleiniger Betreiber mit etwa 70 km Streckennetz: 30 km westliches Netz (ex‑Compagnia Francese), 40 km östliches Netz (SFEF & SATO). Die Verkehrsleistung nahm deutlich zu.
1908 wurde der 3 km lange Galleria Certosa eröffnet – damals weltweit längster Tramtunnel – der den Linienverkehr zur und von der Val Polcevera deutlich beschleunigte.
1913 realisierte die Stadt eigenständig die Linie Marassi–Quezzi (“Linie A”), blieb jedoch weiterhin im Auftrag der UITE bestehen.

### Straßenbahnnetz im Jahr 1914
Westnetz:
- 1 Caricamento – San Pier d’Arena – Sestri – Pegli – Voltri
- 2 Caricamento – San Pier d’Arena – Sestri – Pegli
- 3 Caricamento – San Pier d’Arena – Sestri
- 4 Caricamento – San Pier d’Arena
- 5 Caricamento – San Pier d’Arena – Rivarolo
- 6 Caricamento – San Pier d’Arena – Rivarolo – Bolzaneto
- 7 Caricamento – San Pier d’Arena – Rivarolo – Bolzaneto – Pontedecimo
- 8 Caricamento – Galleria Certosa – Certosa
- 9 Caricamento – Galleria Certosa – Certosa – Rivarolo
- 10 Caricamento – Galleria Certosa – Certosa – Rivarolo – Bolzaneto
- 11 Caricamento – Galleria Certosa – Certosa – Rivarolo – Bolzaneto – Pontedecimo

Ostnetz:
- 21 De Ferrari – Manin – Staglieno
- 22 De Ferrari – Manin
- 23 De Ferrari – Manin – Castelletto
- 24 De Ferrari – Manin – Castelletto – San Nicolò
- 25 Circonvallazione a monte
- 26 Piazza Principe – Corso Ugo Bassi
- 27 De Ferrari – Zecca – Principe
- 28 Caricamento – De Ferrari – Ospedale Galliera
- 29 De Ferrari – Carignano
- 30 Ringlinie Raibetta – Brignole – Corvetto – Raibetta
- 31 De Ferrari – Staglieno – Molassana – Prato
- 32 De Ferrari – Staglieno – Molassana
- 33 De Ferrari – Pila – Staglieno
- 34 Staglieno – Iassa
- 35 Pila – Staglieno
- 36 Pila – Staglieno – Molassana
- 37 De Ferrari – San Fruttuoso
- 38 De Ferrari – Foce
- 39 De Ferrari – San Francesco – Sturla – Priaruggia – Quinto – Nervi
- 40 De Ferrari – San Francesco – Sturla – Priaruggia – Quinto
- 41 De Ferrari – San Francesco – Sturla – Priaruggia
- 42 De Ferrari – San Francesco – Sturla
- 43 De Ferrari – Villa Raggio – Lido
- 44 De Ferrari – Tommaseo – San Martino – Borgoratti
- 45 De Ferrari – Tommaseo – San Martino – Sturla
- 46 De Ferrari – Tommaseo – San Martino
- 47 De Ferrari – Tommaseo
- 48 Raibetta – Pila

Städtische Linie:
- A De Ferrari – Quezzi

### Zwischenkriegszeit: maximale Ausdehnung des Netzes
Am 12. Dezember 1923 wurde in ganz Italien der Rechtsverkehr verbindlich eingeführt; bisher war die Wahl für Links- oder Rechtsverkehr städtische Entscheidung. Genua stellte am 31. August 1924 um. Die Auswirkungen auf das Straßenbahnnetz waren minimal, da alle Wagen bidirektional waren und Türen auf beiden Seiten hatten.
1926 erfolgte die Gründung der Grossgemeinde Grande Genova, bei der zahlreiche bis dahin eigenständige Vororte – etwa Nervi, Voltri, Pontedecimo, Prato – eingemeindet wurden. Damit beinhaltete das Stadtgebiet erstmals das gesamte Straßenbahnnetz, und die vorher interkommunalen Linienkonzessionen wurden von der Stadtgemeinde übernommen.
Ein Kommunalisierungsprojekt war in Planung, wurde aber zunächst nicht vollständig umgesetzt. 1928 übernahm die Stadt die Mehrheitsanteile an der UITE und betrieb fortan Netzplanung nach städtebaulichen und sozialen Erwägungen.
1934 folgte eine grundlegende Reform der Linienführung im Zentrum: Die Tram verließ die Via Roma, Via XX Settembre und den Kreisverkehr Piazza De Ferrari. Dieser wurde abgebrochen und durch ein großes Palmenbeet ersetzt, das 1936 Platz machte für den monumentalen Brunnen von Giuseppe Crosa di Vergagni. Die neue Route verlief über die Piazza Dante und die neue Galleria Cristoforo‑Colombo. Außerdem wurden diametrale Linien eingerichtet, um zentrale Verkehrsströme zu entzerren. Parallel wurde die Strecke zum Corso Italia aufgegeben zugunsten einer bergseitigen Route über die neu geschaffene Galleria Mameli.
Zeitgleich wurde der Fuhrpark erneuert: Ab 1927 kamen die ersten zweiachsigen Drehgestellwagen („Casteggini“, benannt nach dem UITE-Ingenieur) zum Einsatz. 1939 folgten die „Littorine“ vom Typ „Genova“, ab 1942 auch Gelenkwagen Serie 1100.
1935 wurde in Ponte Carrega (Val Bisagno) ein neues Depot errichtet, 1940 in eine zentrale Werkstatt verwandelt. Nachdem der Straßenbahnbetrieb eingestellt worden war, blieb das Gebäude als Buswerkstatt erhalten, wurde später stillgelegt und schließlich in ein Einkaufszentrum umgewandelt.

### Liniennetz nach 1934
- 1 Banco San Giorgio – Voltri
- 2 Banco San Giorgio – Pegli
- 3 Banco San Giorgio – Sestri
- 4 Banco San Giorgio – Sampierdarena
- 5 Banco San Giorgio – Sampierdarena – Rivarolo
- 6 Banco San Giorgio – Sampierdarena – Bolzaneto
- 7 Banco San Giorgio – Sampierdarena – Pontedecimo
- 8 Banco San Giorgio – Sampierdarena – Campasso
- 9 Banco San Giorgio – Galleria Certosa – Rivarolo
- 10 Banco San Giorgio – Galleria Certosa – Bolzaneto
- 11 Banco San Giorgio – Galleria Certosa – Pontedecimo
- 12 Rundlinie über Certosa und Sampierdarena
- 13 Gegenrichtung zur Linie 12
- 14 Banco San Giorgio – Cornigliano
- 15 Banco San Giorgio – Pra’
- 16 Brignole – Corvetto – Pegli
- 18 Marassi – Bolzaneto
- 21 Dinegro – Manin – Staglieno
- 22 Manin – Corvetto – Santa Sabina
- 23 De Ferrari – Marassi – Quezzi
- 24 Ringlinie (circolare monte destra): corso Dogali – Manin – Corvetto – Principe – corso Dogali
- 25 Gegenrichtung der Linie 24 (circolare monte sinistra)
- 26 Dinegro – Principe – Via Napoli
- 27 corso Dogali – Manin – Corvetto – Tommaseo
- 28 Principe – Corvetto – Via Atto Vannucci – Banco San Giorgio
- 30 De Ferrari – Foce
- 31 Banco San Giorgio – Staglieno – Prato
- 32 Banco San Giorgio – Molassana – Giro del Fullo
- 33 De Ferrari – Piazza Verdi (Brignole) – Staglieno
- 34 Piazza della Vittoria – Staglieno – San Gottardo – Doria
- 35 Piazza della Vittoria – Staglieno
- 36 Piazza della Vittoria – Ponte Carrega
- 37 De Ferrari – Piazza Verdi – San Fruttuoso
- 38 De Ferrari – Via Barabino – Boccadasse
- 39 De Ferrari – Sturla – Nervi
- 40 Banco San Giorgio – De Ferrari – Albaro – Quinto
- 41 Piazza Cavour – Via Barabino – Corso Italia – Priaruggia
- 42 De Ferrari – San Francesco d’Albaro – Sturla
- 43 De Ferrari – San Francesco d’Albaro – Lido
- 44 Banco San Giorgio – De Ferrari – Borgoratti
- 45 De Ferrari – San Martino – Sturla
- 46 De Ferrari – Tommaseo – San Martino
- 47 De Ferrari – San Francesco d’Albaro – Villa Raggio
- 48 Piazza Cavour – Piazza della Vittoria – San Fruttuoso
- 49 De Ferrari – Tommaseo – Ospedale San Martino
- 50 San Martino – Brignole – Corvetto – Sampierdarena – Campasso
- 51 Quezzi – Brignole – Principe – Galleria Certosa – Rivarolo
- 52 San Giuliano – Brignole – Principe – Dinegro
- 53 Tommaseo – Brignole – Principe – Sampierdarena – Campasso
- 54 Sturla – Albaro – De Ferrari – Banco San Giorgio – Dinegro
- 55 Foce – Brignole – Principe – Dinegro
- 56 Marassi – Brignole – Principe – Dinegro

### Die Nachkriegszeit und der Abbau des Netzes

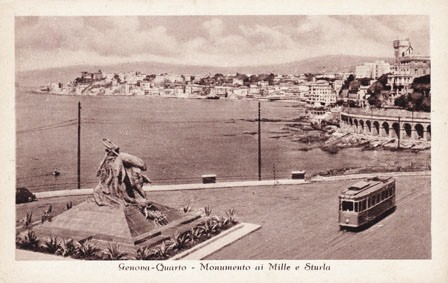
Straßenbahn vor dem Denkmal in Quarto dei Mille

Die Phase der Modernisierung wurde durch den Zweiten Weltkrieg jäh unterbrochen, der Anlagen und Fahrzeuge teilweise zerstörte oder schwer beschädigte. Nach der Befreiung Italiens wurde das Depot-Werkstatt-Gelände „Littorio“ in „Romeo Guglielmetti“ umbenannt, zu Ehren eines Straßenbahners und Märtyrers des partisanischen Widerstands.
Überalterung und der schlechte Zustand großer Teile des Netzes führten zur Entscheidung, Straßenbahnen nur noch auf den Hauptlinien beizubehalten, während auf Nebenstrecken stattdessen der Oberleitungsbus eingeführt wurde. Tatsächlich war das Projekt bereits vor dem Krieg begonnen worden – die ersten Obuslinien fuhren ab 1938 –, aber erst 1949 wurde es im Detail geplant.
Die Straßenbahn wurde aus dem Stadtzentrum entfernt, wo der flexiblere, nicht schienengebundene Obus als besser geeignet für den dichten Verkehr galt. Auch hügelige Strecken – etwa die Umfahrungsstraße am Berghang (Circonvallazione a Monte) – wurden umgestellt, da die Gummibereifung dort eine bessere Bodenhaftung bot und effizientere Anfahrten mit weniger Energieaufwand erlaubte.
Nach Abschluss der Umstellungen war das Straßenbahnnetz in einen westlichen und einen östlichen Teil aufgeteilt, die nur noch durch die circonvallazione a Mare miteinander verbunden waren.
Straßenbahnlinien im August 1956
- 1 Banco San Giorgio – Voltri
- 2 Banco San Giorgio – Pegli
- 3 Banco San Giorgio – Sestri
- 4 Banco San Giorgio – Pra' Palmaro
- 5 Banco San Giorgio – Sampierdarena – Rivarolo
- 6 Banco San Giorgio – Sampierdarena – Bolzaneto
- 7 Banco San Giorgio – Sampierdarena – Pontedecimo
- 9 Banco San Giorgio – Galleria Certosa – Rivarolo
- 10 Banco San Giorgio – Galleria Certosa – Bolzaneto
- 11 Banco San Giorgio – Galleria Certosa – Pontedecimo
- 12 Banco San Giorgio – Prato
- 13 Banco San Giorgio – Giro del Fullo
- 14 Banco San Giorgio – Staglieno
- 15 De Ferrari – Galleria Mameli – Nervi
- 17 De Ferrari – Prato
- 18 De Ferrari – Staglieno
- 19 De Ferrari – Borgoratti
- 20 Bolzaneto – Pegli
- 21 De Ferrari – San Fruttuoso
- 22 Bolzaneto – Pra' Palmaro
- 23 De Ferrari – Quezzi
- 24 San Fruttuoso – Sestri
- 26 Quezzi – Rivarolo
- 42 De Ferrari – Galleria Mameli – Sturla
- 43 De Ferrari – Via Giordano Bruno
- 44 Banco San Giorgio – Borgoratti
- 45 De Ferrari – San Martino – Sturla
- 50 San Martino – Sampierdarena
- 51 De Ferrari – San Francesco d’Albaro – Nervi
- 52 Brignole – San Francesco d'Albaro – Nervi
- 53 Brignole – San Francesco d'Albaro – Priaruggia

### Die letzten Jahre

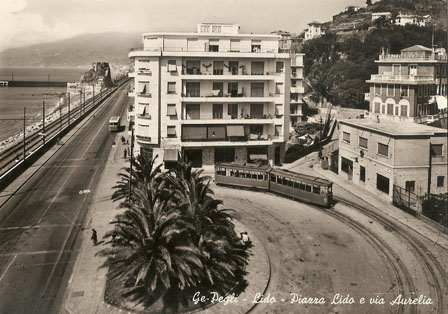
Endstation in Pegli

Trotz aller Bemühungen, das Netz an die Anforderungen des zunehmenden Autoverkehrs anzupassen, wurde der Plan von 1949 rasch durch die Ereignisse überholt: Der inzwischen einsetzende wirtschaftliche Aufschwung führte zu einer enormen Zunahme des Individualverkehrs, in diesem Ausmaß ursprünglich nicht absehbar.
Schon nach wenigen Jahren erwiesen sich auch die sogenannten „Stammlinien“, deren Erhalt vorgesehen war, als völlig ineffizient: Fast das gesamte Netz verlief in Mischverkehr mit dem übrigen Straßenverkehr. Das führte nicht nur zu ständigen Konflikten zwischen Straßenbahnen und Privatfahrzeugen, sondern auch zu einer immer stärkeren Abnutzung der Gleise.
So wurde 1956 eine drastische Entscheidung getroffen: die schrittweise Stilllegung des gesamten Straßenbahnnetzes und seine Ersetzung durch Omnibuslinien, die nun auch den Oberleitungsbussen vorgezogen wurden – nicht zuletzt wegen der fortschreitenden Entwicklung der Verbrennungsmotoren und der völligen Unabhängigkeit der Busse sowohl von Gleisen als auch von Fahrleitungen.

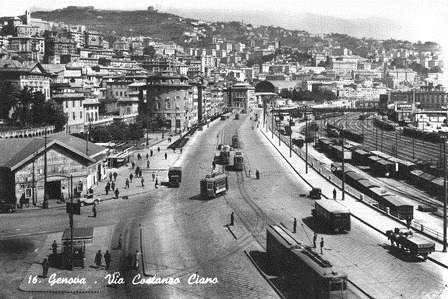
Straßenbahn in Di Negro

Diese Entscheidung stieß auf erheblichen Widerstand, insbesondere bei den Beschäftigten der UITE, die auf die größere Schwierigkeit beim Fahren von Bussen im Vergleich zu Straßenbahnen hinwiesen, ebenso wie auf den geringeren Fahrkomfort durch die Vibrationen damaliger Verbrennungsmotoren. Die Proteste blieben jedoch ohne Wirkung – nicht zuletzt, weil der Umstieg vom Straßenbahn- zum Busbetrieb dem damaligen Zeitgeist entsprach und sich zudem eine Reihe divergierender Interessen – sowohl legitimer als auch weniger legitimer – einander annäherten.
Die Entfernung der Straßenbahngleise wurde euphemistisch als „Operation Schienen“ bezeichnet (eine Formulierung, die auch in anderen Städten für ähnliche Maßnahmen verwendet wurde) und begann 1964 mit der Stilllegung der Linien in den westlichen Stadtteilen (Ponente ligure) und dem Val Polcevera. Dies führte auch zur Stilllegung des Certosa-Tunnels, der später für den Busverkehr umgebaut wurde – mit insgesamt unbefriedigenden Ergebnissen – und ab den 1990er-Jahren von der Genuaer U-Bahn genutzt wurde.
1965 wurde die UITE vollständig von der Stadt Genua übernommen und in Azienda Mobilità e Trasporti Genova (AMT) umbenannt. Am 18. Juli desselben Jahres wurden die Linien entlang der Küstenumgehung eingestellt, darunter auch der Endpunkt Piazza Caricamento. Am 10. November folgte die Stilllegung der letzten Linie im Osten der Stadt.
Lediglich zwei Linien im Val Bisagno blieben vorerst noch in Betrieb: die Linie 12 (Via Brigata Bisagno – Prato) und die Verstärkerlinie 13/ (Via Brigata Bisagno – Giro del Fullo), die zuletzt weitergeführt wurden, da sie den Anschluss an die Werkstätte Guglielmetti sicherstellten, in der nach und nach alle ausgemusterten Fahrzeuge gesammelt und verschrottet wurden.
Der Straßenbahnbetrieb in Genua endete endgültig in der Nacht vom 26. auf den 27. Dezember 1966 mit den letzten Fahrten der Linie 12.

## Besonderheiten
Eine Besonderheit des genueser Straßenbahnsystems waren einige teils lange Tunnel, die in Italien Galleria genannt werden.
| Bild | Bezeichnung                                                  | Eröffnung | Länge  |
| ---- | ------------------------------------------------------------ | --------- | ------ |
|      | Galleria Sant’Ugo                                            | 1896      |        |
|      | Galleria Certosa                                             | 1908      | 1,7 km |
|      | Galleria San Benigno                                         |           |        |
|      | Galleria Vittorio Emanuele III (Galleria Giuseppe Garibaldi) |           |        |
|      | Galleria Goffredo Mameli                                     | 1936      | 303 m  |
|      | Galleria Via Milano                                          |           |        |
|      | Galleria Regina Elena (Galleria Nino Bixio)                  | 1928      |        |
|      | Galleria Christoforo Colombo                                 | 1937      |        |
|      |                                                              |           |        |

Einige der Tunnel werden heute für den Straßenverkehr genutzt. Die Galleria Certosa wird von der Metro befahren.

## Wiederaufbauprojekte und zukünftige Perspektiven
Die ersten Überlegungen zur Wiedereinführung der Straßenbahn in Genua stammen aus den späten 1970er-Jahren: Rund ein Jahrzehnt nach der Stilllegung des Straßenbahnnetzes und nur wenige Jahre nach der Einstellung des Obusnetzes (1973) sah sich die Stadtverwaltung mit einem drastischen Anstieg von Verkehrsaufkommen und Luftverschmutzung konfrontiert. Hinzu kam die Ölkrise 1973, die zu einer deutlichen Verteuerung der Treibstoffe führte und erstmals seit dem Wirtschaftswunder einen Rückgang des Automobilmarkts verursachte.
Der Einsatz von Autobussen in der Galleria Certosa erwies sich als klar gescheitert und stieß sowohl bei der Bevölkerung als auch bei den Mitarbeitern der AMT auf Proteste, da die Fahrzeuge – wegen ihrer größeren Breite im Vergleich zu den alten Straßenbahnen – nur abwechselnd in einem Konvoi von jeweils drei Wagen verkehren konnten. Zudem verursachten sie erhebliche Luftverschmutzung. Aus diesem Grund entwickelte die AMT-Führung ab 1980 ein Projekt zur Nutzung dieses Tunnels durch ein neues elektrisches Verkehrsmittel, das keinerlei Emissionen verursachen und breit genug für den Zweirichtungsverkehr sein sollte.
Die erste Idee war die einer Schnellstraßenbahn („Tranvia Veloce“) zwischen Principe und Rivarolo. Zu jener Zeit setzten neu gebaute Straßenbahnsysteme zunehmend auf vom übrigen Verkehr physisch getrennte Trassen mit Randsteinen oder Grünstreifen. Im Fall der geplanten Genueser Linie hätte der größte Teil jedoch in Mischverkehr verlaufen müssen, was in einem verkehrsreichen Bereich wie dem Bahnhof Principe die Effizienz stark eingeschränkt hätte.
Das Projekt sah später auch die Einrichtung weiterer Linien in Richtung Westen, Osten und ins Val Bisagno vor, die das Stadtzentrum mit den Randbezirken Prato und Nervi verbinden sollten. In diesem Kontext wurde 1981 der Öffentlichkeit ein Frontmodell eines Zürcher Straßenbahnwagens des Typs 2000 vorgestellt, von dem eine Flotte von 75 Fahrzeugen zur Beschaffung vorgesehen war.
Angesichts der vielen ungenutzten unterirdischen Räume in Genua, der staatlichen Förderungen im Zusammenhang mit der Fußball-Weltmeisterschaft 1990 und den Kolumbus-Feierlichkeiten 1992, sowie dem Umstand, dass auch in anderen Städten wie Mailand, Rom, Turin und Neapel neue U-Bahn-Linien geplant oder im Bau waren, wurde das Projekt der Schnellstraßenbahn schließlich in das wesentlich aufwendigere U-Bahn-Vorhaben umgewandelt.
Die Genueser U-Bahn wurde in der Folge als vollkommen vom Straßenverkehr getrenntes System realisiert, verläuft im nördlichsten Abschnitt durch die Galleria Certosa und ist im übrigen Streckenverlauf weitgehend unterirdisch.
In den 2010er-Jahren wurde erneut der Vorschlag eingebracht, zwei Straßenbahnlinien zu errichten: eine von Foce ins Val Bisagno und eine zweite von Sampierdarena nach Nervi über das Stadtzentrum und die Stadtteile Albaro und Sturla.
Im Jahr 2017 schien die Idee eines modernen städtischen Straßenbahnnetzes, unterstützt von mehreren Pro-Tram-Initiativen und zunächst auch vom Bürgermeister Marco Bucci, realisierbar. Doch rein politisch motivierte Probleme (verdeckt durch Argumente zu Kosten und Bauzeiten) führten 2019 zur Aufgabe des Projekts. Stattdessen wurde erneut ein Obus-Projekt präsentiert.
Bis heute (Stand: 2024) sieht der städtische Verkehrsplan den Aufbau von fünf sogenannten „Achsen hoher Leistungsfähigkeit“ („assi di forza“) vor: drei davon sollen mit Oberleitungsbussen, zwei mit Elektrobussen mit Schnellladung betrieben werden. Ergänzt werden diese durch neue Metrostrecken und zusätzliche U-Bahn-Stationen.

## Fahrzeuge
| Nummern                | Baujahr   | Hersteller                                     | Gesellschaft      | Typ                            | Bemerkung                         |
| ---------------------- | --------- | ---------------------------------------------- | ----------------- | ------------------------------ | --------------------------------- |
| 1–45                   | 1899–1900 | Grondona, Comi & C.                            | AEG/UITE          | Zweiachser                     | 1921–27 rekonstruiert             |
| 46–55                  | 1900      | Miani, Silvestri & C.                          | AEG/UITE          | Zweiachser                     | 1926 Rekonstruktion durch Piaggio |
| 56–75                  | 1901      | Officine Meccaniche                            | AEG/UITE          | Zweiachser                     | 1926 Rekonstruktion               |
| 76–100                 | 1907      | Reggiane & Böker                               | AEG/UITE          | Zweiachser                     |                                   |
| 363, 364               | 1893      | FIAT Sezione Materiale Ferroviario, Savigliano | SFEF              | Zweiachser, bidirektional      | Ab 1900 als Anhänger              |
| 101–110                | 1895      | Miani, Silvestri & C.                          | SFEF              | Zweiachser, bidirektional      |                                   |
| 101–110 (II)           | 1925      | Bagnara                                        | Westinghouse/SFEF | Zweiachser, bidirektional      |                                   |
| 171–200                | 1897      | Grondona, Comi & C.                            | SATO              | Zweiachser, bidirektional      |                                   |
| 221–250                | 1906      | Clemente Nobili & Fratelli & Böker             | UITE              | Zweiachser, bidirektional      |                                   |
| 251–305                | 1907      | Reggiane & Böker                               | UITE              | Zweiachser, bidirektional      |                                   |
| 101–120, 347–386       | 1925‑1927 | Bagnara, San Giorgio, Ansaldo, OEFT            | UITE              | Zweiachser, bidirektional      |                                   |
| 751–800                | 1931      | UITE/Piaggio                                   | UITE              | Carrelli, bidirektional        | „Tipo Casteggini“ lang            |
| 801–820                | 1932      | UITE/Piaggio                                   | UITE              | Carrelli, bidirektional        | „Tipo Casteggini“ kurz            |
| 821–850                | 1934      | UITE/Piaggio                                   | UITE              | Carrelli, unidirektional       | ex-Automotrice                    |
| Serie 900 (900–999)    | 1939–1940 | UITE/Piaggio/Bagnara/Ansaldo/TIBB              | UITE              | Carrelli, bidirektional        | Littorine „Tipo Genova“           |
| Serie 1100 (1101–1104) | 1942      | Breda/UITE                                     | UITE              | Gelenkfahrzeug, bidirektional  | „Tipo Genova“                     |
| 1221–1250              | 1948–1949 | UITE                                           | UITE              | Gelenkfahrzeug, unidirektional | „Lambrette“, Rekonstruktion       |
| Serie 1600 (1601–1678) | 1949–1950 | UITE                                           | UITE              | Gelenkfahrzeug, unidirektional | Umbau Serie 600                   |
| Serie 1700 (1700–1715) | 1954–1955 | UITE                                           | UITE              | Gelenkfahrzeug, bidirektional  | Umbau Zweiachser                  |

Verkauf nach Neuenburg

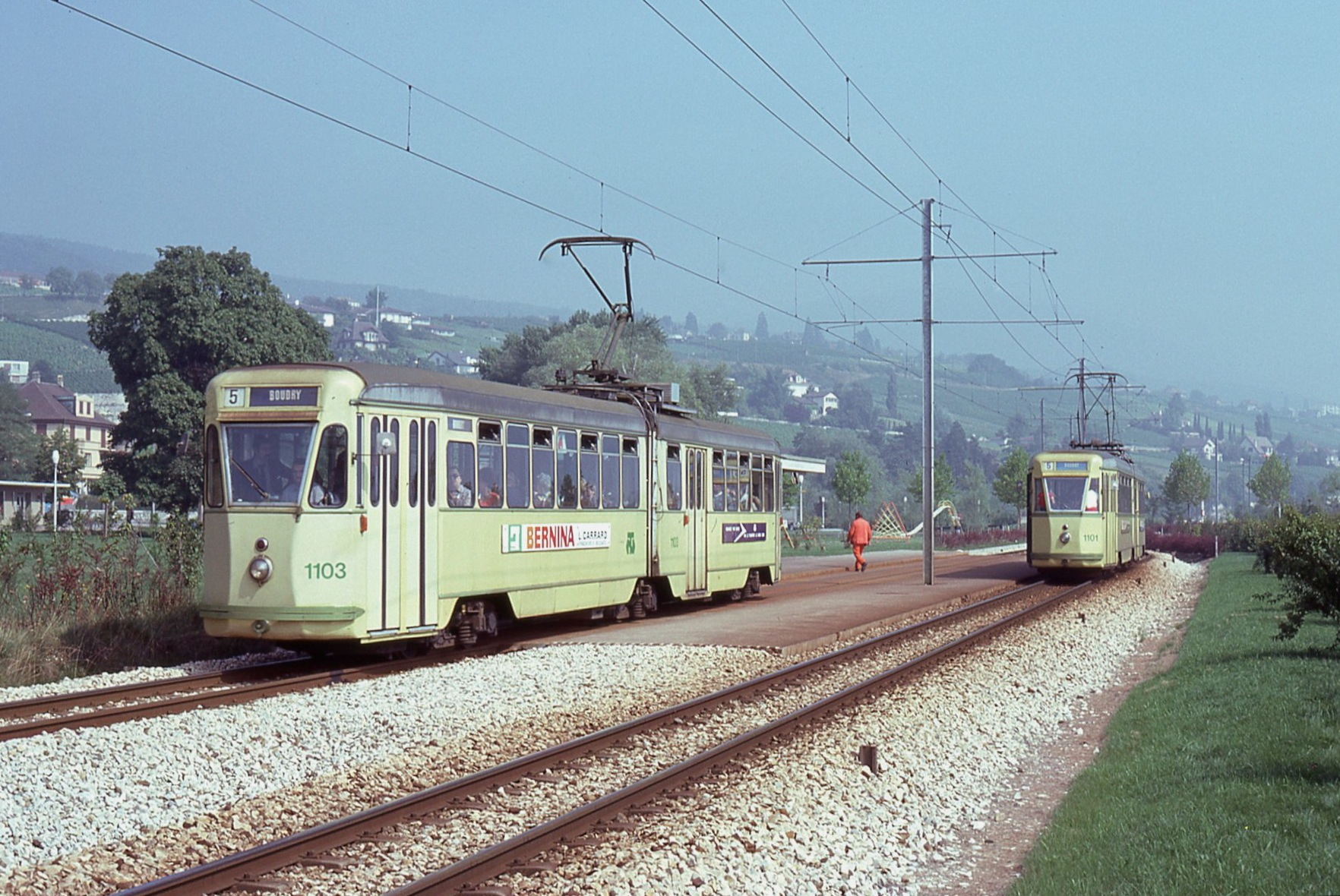
Triebwagen 1103 und 1101 im Einsatz in Neuenburg

Die Gelenkfahrzeuge der Serie 1101–1104 waren in Genua bis 1965/1966 Im Einsatz. Vier Exemplare wurden danach an die Strassenbahn Neuenburg verkauft und dort bis 1988 verwendet.

## Relikte und Erinnerungskultur

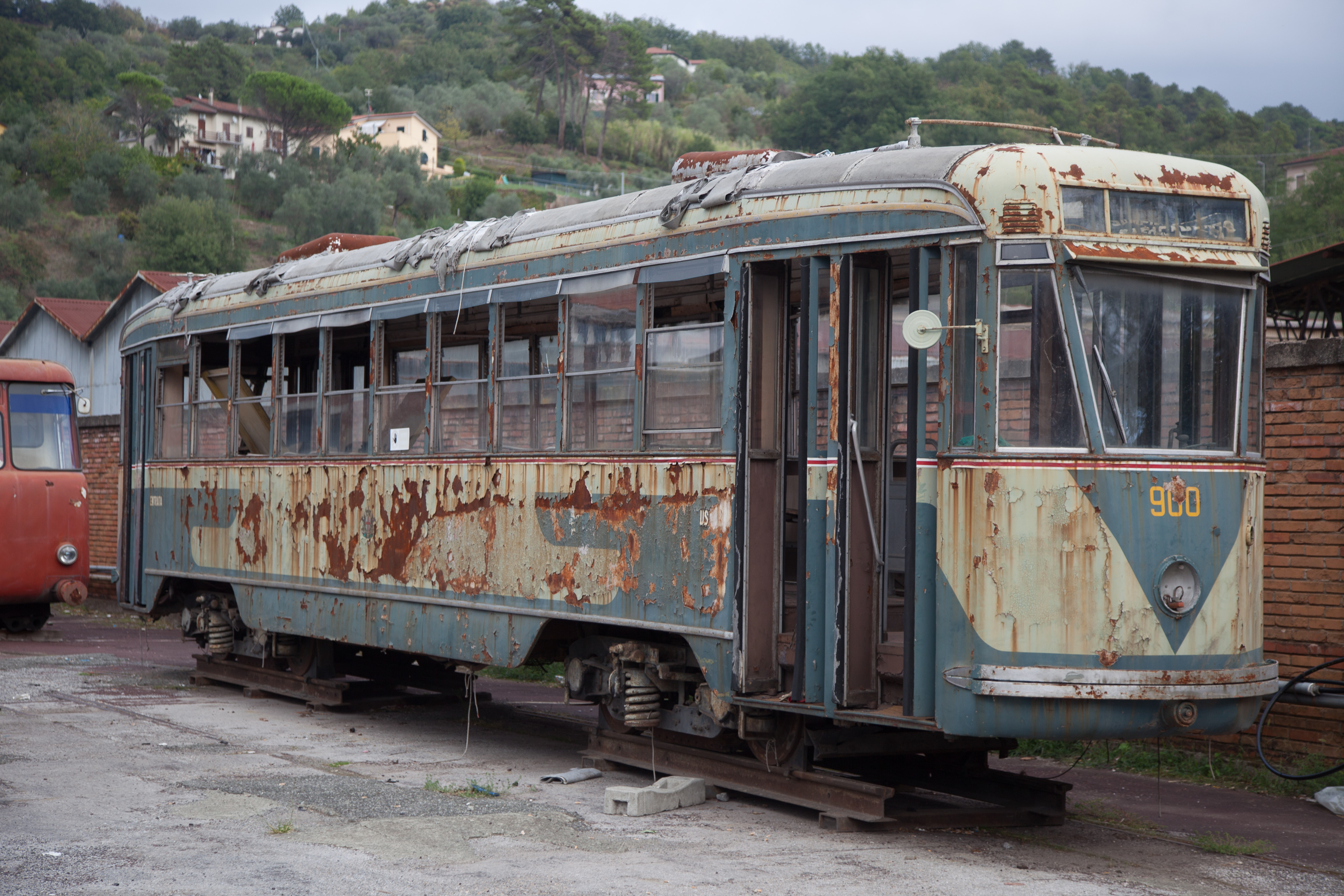
UITE 973 im Museo dei Trasporti Autofilotranviari, 2017

Der Triebwagen 900/973 wurde um 1980 von Mitarbeitern der Verkehrsbetriebe restauriert und war danach jahrelang ungeschützt abgestellt. Er befindet sich heute im Museo dei Trasporti Autofilotranviari in La Spezia.
Die Wagenhalle des Depots Prato an der Endstelle der Bisagno-Linie ist erhalten geblieben.